# Top Shelf Productions
Top Shelf Productions é uma editora norte-americana de Banda Desenhada, fundada em 1997 por Chris Staros e Brett Warnock. Famosa por editar obras como The League of Extraordinary Gentlemen, From Hell, Blankets e Essex County, foi adquirida em 2015 pela editora IDW Publishing.